# Protásio Alves
Protásio Alves là một đô thị thuộc bang Rio Grande do Sul, Brasil. Đô thị này có diện tích 172,81 km², dân số năm 2007 là 2114 người, mật độ 12,23 người/km².